# Leonie Meyer
Leonie Meyer es una deportista alemana que compite en vela en las clases 49er FX y Formula Kite.
Ganó una medalla de bronce en el Campeonato Europeo de 49er de 2014 y una medalla de plata en el Campeonato Europeo de Formula Kite de 2020.

## Palmarés internacional
| Campeonato Europeo | Campeonato Europeo   | Campeonato Europeo | Campeonato Europeo |
| Año                | Lugar                | Medalla            | Clase              |
| ------------------ | -------------------- | ------------------ | ------------------ |
| 2014               | Helsinki (Finlandia) | Medalla de bronce  | 49er FX            |

| Campeonato Europeo | Campeonato Europeo | Campeonato Europeo | Campeonato Europeo            |
| Año                | Lugar              | Medalla            | Clase                         |
| ------------------ | ------------------ | ------------------ | ----------------------------- |
| 2020               | Traunsee (Austria) | Medalla de plata   | Formula Kite por relevo mixto |